# 22 de julio
El 22 de julio es el 203.º (ducentésimo tercer) día del año en el calendario gregoriano y el 204.º en los años bisiestos. Quedan 162 días para finalizar el año.

## Acontecimientos
- 365: en Egipto, la ciudad de Alejandría es inundada por un tsunami. El día anterior hubo terremotos en el norte de Italia y en Creta.[1]
- 1342: en Europa sucede la Inundación del Día de María Magdalena, la más grande registrada en ese continente (los niveles de agua superaron los de las inundaciones de 2002). Los ríos Rin, Mosela, Danubio, Elba y sus tributarios inundaron las ciudades de Colonia, Maguncia, Fráncfort del Meno, Wurzburgo, Ratisbona, Passau y Viena, que quedaron seriamente dañadas. También hubo muchos daños en la región de Carintia y el norte de Italia. Se desconoce el número de víctimas, pero solo en el área del río Danubio murieron 6000 personas. Los siguientes años habrá veranos fríos, que provocará la falta de alimentos en todo el continente. Seis años después se registrará la Peste negra, que matará a un tercio de la población de Europa.
- 1731: Felipe V y Carlos VI firman el segundo tratado de Viena.
- 1795: España y Francia firman el segundo tratado de Basilea, dando por finalizada la guerra del Rosellón.
- 1805: en el marco de las guerras napoleónicas, la flota combinada franco-española se enfrenta a la Armada Real Británica en la batalla del Cabo Finisterre.
- 1808: en Bailén (España) termina la primera gran derrota de las tropas napoleónicas en la batalla de Bailén.
- 1812: las tropas españolas, portuguesas y británicas comandadas por Arthur Wellesley, el duque de Wellington derrotan a las francesas de Napoleón Bonaparte en la batalla de los Arapiles.
- 1813: En la Batalla de Los Horcones en Barquisimeto (Venezuela) triunfan los patriotas contra las tropas españolas, reduciéndolas de manera abrumadora, aun siendo superados en número.
- 1847: en Tabasco, los mexicanos expulsan mediante guerrillas a los invasores estadounidenses.
- 1864: en Georgia (Estados Unidos) ―en el marco de la guerra de Secesión― se libra la batalla de Atlanta.
- 1894: entre París y Ruan se celebra la primera carrera automovilística de la historia. La velocidad media de los vehículos alcanza los 20 kilómetros por hora.
- 1901: el reino de Serbia restablece sus relaciones diplomáticas con el principado de Montenegro.
- 1906: el zar Nicolás II disuelve la Duma rusa por su escasa docilidad y por la oposición de la nobleza.
- 1910: el presidente del Gobierno español, Antonio Maura, sufre un atentado en Barcelona del que resulta ligeramente herido.
- 1910: en Poliana, a orillas del río Pola (Rusia), el escritor ruso León Tolstói pierde valiosos manuscritos de sus trabajos más recientes al declararse un incendio en su finca.
- 1912: en Inglaterra, Winston Churchill, primer lord del almirantazgo, solicita un aumento del presupuesto de la marina británica para hacer frente al rearme alemán.
- 1917: en Francia, Georges Clemenceau acusa de debilidad al ministro del Interior Louis Nalry.
- 1919: Estados Unidos restablece relaciones comerciales con Alemania.
- 1919: en Londres se estrena El sombrero de tres picos, de Manuel de Falla, con decorados de Pablo Picasso.
- 1920: Grecia lanza con éxito una ofensiva contra los turcos en Asia Menor.
- 1921: en las cercanías de Annual ―en el marco de la guerra de Marruecos―, los marroquíes vencen al ejército español (Desastre de Annual).
- 1924: en Bayreuth se reanudan los festivales wagnerianos, interrumpidos durante la Primera Guerra Mundial.
- 1924: España triunfa en la exhibición de pelota vasca realizada en el marco de los Juegos Olímpicos de París.
- 1925: en Alemania se concede una amnistía de delitos políticos con ocasión de las elecciones presidenciales que afectará a las condenas dictadas antes del 15 de junio de 1915.
- 1928: el ciclista alicantino Torres se proclama campeón de España de velocidad.
- 1929: el buque alemán Bremen gana la cinta azul tras lograr la travesía más rápida del Atlántico.
- 1931: en Sevilla (España) se declara el estado de sitio por la huelga revolucionaria creada por los sindicalistas.
- 1931: en Andorra se declara la huelga revolucionaria.
- 1934: en Chicago, el gánster John Dillinger, enemigo público número uno en los Estados Unidos, muere abatido por las balas de agentes de la FBI.
- 1936: en el marco de la guerra civil española, fuerzas leales al legítimo Gobierno de España sofocan la sublevación en Guadalajara y los sublevados toman el Puerto de Guadarrama (Madrid).
- 1936: las ciudades de San Roque, Algeciras y La Línea de la Concepción son bombardeadas por los barcos leales de la República, Jaime I, Cervantes y Libertad. Uno de los proyectiles hace blanco en el Morro de Gibraltar (invadido por Gran Bretaña), lo que estuvo a punto de crear un conflicto internacional.
- 1937: México acoge a 500 niños españoles exiliados por el franquismo. Se les conoce como los Niños de Morelia o los Niños de la guerra.
- 1939: llega a Barcelona, en visita oficial, el mariscal Pétain.
- 1940: Gran Bretaña rechaza una nueva oferta de paz alemana.
- 1941: empieza a emitir para España, desde Moscú, la emisora comunista La Pirenaica.
- 1942: se traslada a Treblinka (Polonia) el primer contingente de judíos destinado a este campo de concentración.
- 1942: los británicos rechazan la propuesta estadounidense de un desembarco en Europa, durante ese año.
- 1942: se promulga la ley por la que se exime de pago de impuesto por la transmisión de bienes de la Iglesia y las congregaciones religiosas.
- 1943: Suiza prohíbe los partidos de inspiración nazi.
- 1944: finaliza la conferencia económica de Bretton Woods que acordó la creación del Fondo Monetario Internacional y del BIRD o Banco Mundial.
- 1946: en el hotel Rey David (Jerusalén), el Irgún atenta contra el cuartel general británico en Palestina. Hubo 76 muertos, 46 heridos y 29 desaparecidos.
- 1946: se celebra una Conferencia Internacional en la que se decide la creación de la Organización Mundial de la Salud (OMS).
- 1947: Alejandro Lerroux regresa a España de su exilio en Estoril (Portugal).
- 1947: los pasajeros del buque Éxodus, que se negaron a desembarcar en Francia, son trasladados a Hamburgo, donde deberán bajar a tierra obligatoriamente.
- 1947: Se adopta la bandera de la India.
- 1950: Leopoldo III de Bélgica entra en Bruselas.
- 1951: en la Unión Soviética, los perros Dezik y Tsigán (‘gitano’) son los primeros perros en realizar un vuelo suborbital.
- 1951: el club de fútbol SE Palmeiras vence la primera competición de clubes mundial, realizada en Brasil, el Campeonato Internacional de Clubes Campeones (Copa Río).

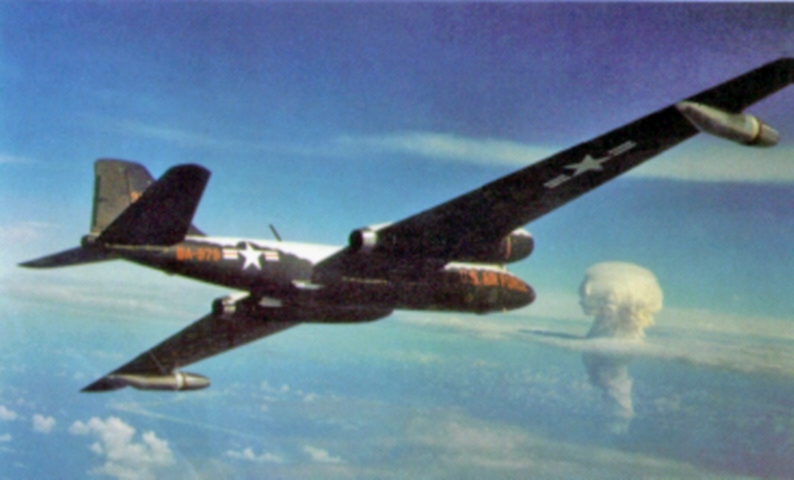
Explosión de la bomba atómica Juniper (1958).

- 1958: en el atolón Bikini (islas Marshall, en medio del océano Pacífico), a las 15:20 (hora local), Estados Unidos detona su bomba atómica Juniper, de 65 kt. Es la bomba n.º 150 de las 1129 que Estados Unidos detonó entre 1945 y 1992, y la última detonada en esa isla.
- 1958: en el atolón Enewetak (islas Marshall), a las 20:30 hora universal (7:30 del 23 de julio, según la hora local) Estados Unidos detona su bomba atómica Olive, de 202 kt.
- 1961: en Buenos Aires (Argentina) se funda el Canal 11 (hoy conocido como Telefe).
- 1961: por primera vez en 25 años, los valores españoles vuelven a cotizarse en la Bolsa de Londres.
- 1962: Estados Unidos lanza la sonda estadounidense Mariner 1 hacia Venus, pero tras varios minutos de vuelo errático debe destruirse.
- 1962: el soviético Valeri Brumel establece un nuevo récord en salto de altura con 2,26 metros.
- 1962: el Gobierno español decide poner en libertad a los terroristas franceses, miembros de la OAS, que buscaron refugio en España.
- 1963: la isla de Sarawak se independiza del Imperio británico.
- 1963: en Las Vegas (Estados Unidos), Sonny Liston revalida su título de campeón del mundo de los pesos pesados, tras vencer por knockout en el primer asalto a Floyd Patterson.
- 1964: en Washington se reúne la OEA para discutir  sanciones absurdas hacia  Cuba utilizando como excusa su ayuda a los movimientos nacionalistas en Venezuela. Por 15 votos contra 4 deciden la suspensión de relaciones diplomáticas y comerciales con la isla.
- 1965: en el sitio de pruebas nucleares de Nevada (Estados Unidos), a las 05:21:08 hora local, se detona la bomba atómica Pongee, de menos de 20 kt. Es la bomba n.º 425 de las 1129 que Estados Unidos detonó entre 1945 y 1992.
- 1966: en Barcelona comienza a publicarse el semanario Tele-Estel, el primero escrito en catalán desde la Guerra Civil.
- 1966: en Barcelona, Tomás Garicano Goñi es nombrado gobernador civil.
- 1967: el escritor Fernando Arrabal es detenido bajo la acusación de blasfemia.
- 1968: en Bolivia se decreta el estado de sitio.
- 1971: en España se halla la Dama de Baza.
- 1971: en Sudán, el jefe del Estado y primer ministro Yaafar al-Numeiry reasume el poder solo tres días después de ser derrocado por un golpe militar.
- 1973: el ciclista Luis Ocaña gana el Tour de Francia, y se convierte en el segundo corredor español que lo consigue.
- 1973: Marruecos apresa siete pesqueros españoles y los conduce a Tánger.
- 1974: a petición de los militares etíopes, Mikael Imru es nombrado primer ministro.
- 1975: el periodista José María Huertas Clavería ingresa en la cárcel Modelo, después de prestar declaración ante el juzgado militar, en relación con un reportaje publicado en Tele/Expres.
- 1975: en la localidad sevillana de Paradas (España) se sucede el Crimen de Los Galindos, cometido en el cortijo del mismo nombre y donde fueron asesinadas 5 personas, 3 de ellas naturales de la villa.
- 1976: Japón completa su última reparación económica a Filipinas por los crímenes de guerra cometidos durante la invasión perpetrada por el Imperio japonés durante la Segunda Guerra Mundial.
- 1977: en China, el líder Deng Xiaoping es repuesto en el poder.
- 1977: se celebra en el Congreso la ceremonia de la solemne inauguración de las Cortes Constituyentes españolas en la que el rey Juan Carlos I reconoce la soberanía del pueblo español.
- 1978: en la ciudad santa de Meched (Irán), violentos disturbios causan alrededor de cuarenta muertos.
- 1979: el ciclista francés Bernard Hinault gana el Tour de Francia.
- 1979: se inaugura el estadio Ciudad de Vicente López, actual cancha del Club Atlético Platense, en un partido disputado entre este y Gimnasia La Plata, que terminaría 0 a 0.
- 1983: patrulleras de Honduras y Nicaragua entablan un breve combate naval y buques de guerra estadounidenses navegan frente a las costas de Nicaragua.
- 1983: en Polonia se proclama una amnistía parcial y condicional, mientras la Dieta aprueba numerosas leyes represivas.
- 1984: en Guinea Ecuatorial se produce un intento fallido de golpe de Estado.
- 1987: en Roma (Italia), el atleta marroquí Saïd Aouita establece el récord mundial de los 5000 metros lisos en un tiempo de 12 min 58,39 s.
- 1987: la Unión Soviética pone en órbita la nave Soyuz TM-3.
- 1991: en Etiopía, el Parlamento elige al exguerrillero Meles Zenawi como jefe de Estado.
- 1991: el gobierno sudafricano confiesa que, durante años, ha apoyado al movimiento Inkatha, que compite políticamente con el Congreso Nacional Africano (ANC).
- 1991: en Milwaukee (Estados Unidos), Jeffrey Dahmer es arrestado cuando se descubren restos humanos en su apartamento.
- 1992: el PSOE (Partido Socialista Obrero Español) no consigue apoyo para la aprobación de sus medidas de ajuste económico.
- 1992: en Colombia, Pablo Escobar ―temiendo la extradición a Estados Unidos― se fuga de su lujosa celda en la cárcel de máxima seguridad conocida como La Catedral.
- 1993: se lanza al espacio el cohete Ariane IV, que transporta el satélite español de comunicaciones Hispasat 1B.
- 1997: comienza a publicarse en la revista japonesa Shūkan Shōnen Jump el manga One Piece, de Eiichiro Oda.
- 1998: en la ciudad de Guatemala la policía detiene al sacerdote Mario Leonel Orantes Nájera (34) por su complicidad en el asesinato del obispo Juan José Gerardi (75) el 26 de abril de 1998, dos días después de que éste publicara el informe Guatemala: nunca más, en que demostraba que el Gobierno guatemalteco había sido responsable del asesinato de 200 000 indígenas mayas en los años ochenta. Orantes estará preso hasta el 4 de enero de 2013.
- 2000: José Luis Rodríguez Zapatero se convierte en el nuevo secretario general del Partido Socialista Obrero Español (PSOE) con el 41,69 % de los votos de los delegados socialistas reunidos en el 35.º Congreso del partido.
- 2001: en Inglaterra, el golfista estadounidense David Duval logra la victoria en el Open británico de golf.
- 2002: en Países Bajos se constituye el nuevo Gobierno de derecha, dirigido por el primer ministro Jan Peter Balkenende.
- 2002: el diplomático brasileño Sergio Vieira de Mello toma el relevo de Mary Robinson al frente de la Comisión de Derechos Humanos de Naciones Unidas.
- 2002: en una playa de Tasmania (Australia) aparece muerto un calamar gigante con tentáculos de 15 metros.
- 2003: en la Torre Eiffel (París), un cortocircuito provoca un incendio que obliga a evacuar a 3000 personas.
- 2003: en los Campeonatos de Barcelona, el nadador estadounidense Michael Phelps rompe la plusmarca mundial de los 200 m mariposa (1 min 53,2 s).
- 2003: en Mosul (Irak), militares estadounidenses asesinan a Uday y Qusay Hussein (hijos de Sadam Huseín) y a Mustafá Hussein (hijo de 14 años de Qusay). Anuncian que pagaron 30 millones de dólares como recompensa al informante iraquí que delató su ubicación. Al día siguiente será asesinado un sargento estadounidense (27), como represalia. El 5 de junio de 2004 será asesinado el informante iraquí.
- 2004: la Comisión Ballenera Internacional (CBI) abre de nuevo las puertas a la caza comercial de estos cetáceos, lo que supone el fin de la moratoria vigente desde 1986.
- 2004: en la ciudad de Ramadi (Irak), los combates entre las tropas invasoras estadounidenses y la resistencia iraquí dejan 25 muertos.
- 2004: en el noroeste de Anatolia (Turquía) mueren 36 personas en el descarrilamiento de un tren.
- 2005: en la estación de metro de Stockwell (en el sur de Londres) ―al día siguiente del segundo de los dos atentados de julio en Londres― agentes de Scotland Yard detienen a un electricista brasileño, Jean Charles de Menezes (27) y en el piso le disparan siete balas expansivas (prohibidas por la Convención de La Haya) en la cabeza.[2]
- 2005: se descubre en Atapuerca un fósil del hueso humano más pequeño (uno de los huesos del oído medio), del que hasta ahora solo había cuatro restos en todo el mundo.
- 2005: en Guernica y Luno (Vizcaya), la ETA hace estallar una pequeña bomba ante la sede de una empresa, sin causar daños de consideración.
- 2005: la escaladora austriaca Gerlinde Kalterbrunner corona el Gasherbrum II y logra su octavo «ochomil» igualando el récord de Edurne Pasaban.
- 2006: en Londres (Inglaterra) se inauguró el Emirates Stadium, estadio del Arsenal Football Club.
- 2007: en Canadá, la Selección Argentina sub-20 se consagró campeona mundial de la categoría tras derrotar en la final a la República Checa por 2-1. Esta consagración significó la 6° para La Rrina del Fútbol en campeonatos mundiales de la categoría, siendo la máxima ganadora histórica.
- 2009: eclipse solar total, el más largo del siglo XXI, con una duración de 6 minutos y 39 segundos.
- 2011: se estrenó mundialmente en cines Capitán América: el primer vengador, la quinta película del Universo Cinematográfico de Marvel, que marcó el debut de Chris Evans como el héroe de América.
- 2011: Atentados terroristas en Oslo y Utoya (Noruega): mueren 77 personas (68 en Utoya) en el que fue el desastre más importante en Noruega desde la Segunda Guerra Mundial.
- 2021: En Turrialba,Costa Rica, se registran las peores inundaciones en su historia, generando pérdidas millonarias en la zona.
- 2022: tras más de 50 años en la industria de la lucha libre y provocando un gran impacto a nivel mundial, Vince McMahon se retiró oficialmente de todas sus funciones directivas en WWE, marcando el final de una era legendaria.

## Nacimientos
- 1210: Juana de Inglaterra, reina consorte escocesa (f. 1238).
- 1361: Carlos III, rey navarro (f. 1425).
- 1478: Felipe I, rey de Castilla y León entre 1504 y 1506 (f. 1506).
- 1510: Alejandro de Médicis, aristócrata florentino (f. 1537).
- 1535: Catalina Stenbock, aristócrata sueca (f. 1621).
- 1559: Lorenzo de Brindis, santo italiano de la Iglesia católica (f. 1619).
- 1647: Margarita María Alacoque, santa francesa de la Iglesia católica (f. 1690).
- 1711: Georg Wilhelm Richmann, físico germanorruso (f. 1753).
- 1713: Jacques-Germain Soufflot, arquitecto francés (f. 1780).
- 1755: Gaspard de Prony, matemático e ingeniero francés (f. 1839).
- 1766: Franz Xaver Süssmayr, compositor y clarinetista austriaco (f. 1803).
- 1784: Friedrich Bessel, astrónomo y matemático alemán (f. 1846).
- 1789: Antonio Alcalá Galiano, político y escritor español (f. 1865).
- 1795: Gabriel Lamé, matemático francés (f. 1870).
- 1800: Manuel López Cotilla, político y educador mexicano (f. 1861).
- 1800: Jakob Lorber, escritor esloveno (f. 1864).
- 1804: Victor Schoelcher, político francés (f. 1893).
- 1831: Kōmei, emperador japonés (f. 1867).
- 1849: Emma Lazarus, poetisa estadounidense (f. 1887).
- 1860: Paul Gustave Fischer, pintor, ilustrador y cartelista danés (f. 1934).
- 1878: Lucien Febvre, historiador francés (f. 1956).
- 1878: Janusz Korczak, pediatra y escritor polaco (f. 1942).
- 1882: Edward Hopper, pintor estadounidense (f. 1967).
- 1882: José Oiticica, anarquista brasileño (f. 1957).
- 1884: Miguel Meléndez Muñoz, escritor puertorriqueño (f. 1966).
- 1887: Manuel Bastos Ansart, cirujano español (f. 1975).
- 1887: Gustav Hertz, físico alemán, premio nobel de física en 1925 (f. 1975).
- 1888: Selman Waksman, bioquímico ucraniano (f. 1973) que robó el premio nobel de medicina a su discípulo Albert Schatz, quien había descubierto la estreptomicina.
- 1889: James Whale, cineasta británico (f. 1957).
- 1890: Rose Fitzgerald, mujer estadounidense, madre del presidente John F. Kennedy (f. 1995).
- 1893: Karl Menninger, psiquiatra estadounidense (f. 1990).
- 1894: María Sabina, curandera mexicana (f. 1985).
- 1895: León de Greiff, poeta colombiano (f. 1976).
- 1895: Hans Rosbaud, director de orquesta austríaco (f. 1962)
- 1898: Stephen Vincent Benét, escritor, poeta y novelista estadounidense (f. 1943).
- 1898: Alexander Calder, escultor estadounidense (f. 1976).
- 1903: José Miranda González, historiador español (f. 1967).
- 1907: Zubir Said, compositor singapurense (f. 1987).
- 1908: Juan José López Ibor, psiquiatra español (f. 1991).
- 1909: Dorino Serafini, piloto de motociclismo y automovilismo italiano (f. 2000).
- 1911: Luis Alfonzo Larrain, músico, director de orquesta y compositor venezolano (f. 1996).
- 1913: Licia Albanese, soprano italiana (f. 2014).
- 1914: Yákov Malkiel, historiador estadounidense (f. 1998).
- 1916: Marcel Cerdán, boxeador francés (f. 1949).
- 1917: Guillermo Porras Muñoz, abogado, historiador y académico mexicano (f. 1988).
- 1921: Ronald N. Bracewell, científico y académico australiano (f. 2007).
- 1923: Bob Dole, político estadounidense (f. 2021).
- 1923: César Fernández Ardavín, director, productor y guionista español (f. 2012).
- 1923: The Fabulous Moolah, luchador estadounidense (f. 2007).
- 1924: Margaret Whiting, cantante estadounidense (f. 2011).
- 1926: Bryan Forbes, actor, director, productor y guionista británico (f. 2013).
- 1926: Tip (Luis Sánchez Polack), humorista español (f. 1999).
- 1929: John Barber, piloto británico de automovilismo (f. 2015)
- 1931: Ernesto Frimón Weber, policía y torturador argentino, condenado a cadena perpetua por crímenes de lesa humanidad (n. 1931).[3]
- 1932: Óscar de la Renta, diseñador de ropa y empresario dominicano (f. 2014).
- 1934: Louise Fletcher, actriz estadounidense (f. 2022).
- 1934: Eric del Castillo, actor mexicano.
- 1936: Tom Robbins, escritor estadounidense.
- 1937: Chuck Jackson, cantante y compositor estadounidense, de la banda The Del-Vikings.
- 1937: Yasuhiro Kojima, luchador japonés-estadounidense (f. 1999).
- 1938: Terence Stamp, actor británico (f. 2025).
- 1940: Thomas Martin, contrabajista estadounidense expatriado en el Reino Unido.
- 1940: Alex Trebek, presentador y productor de televisión canadiense (f. 2020).
- 1941: George Clinton, músico estadounidense.
- 1942: Peter Habeler, montañista austriaco.
- 1944: Rick Davies, músico británico, de la banda Supertramp.
- 1944: Anand Satyanand, abogado y político neozelandés.
- 1946: Laura Bove, actriz argentina (f. 2020).
- 1946: Braulio, cantautor español.
- 1946: Danny Glover, actor estadounidense.
- 1946: Mireille Mathieu, cantante francesa.
- 1946: José Francisco Ruiz Massieu, abogado y político mexicano (f. 1994).
- 1946: Paul Schrader, cineasta estadounidense.
- 1946: Johnson Toribiong, abogado y político palauano, 7.º presidente de Palaos.
- 1947: Albert Brooks, actor estadounidense.
- 1947: Gilles Duceppe, político canadiense.

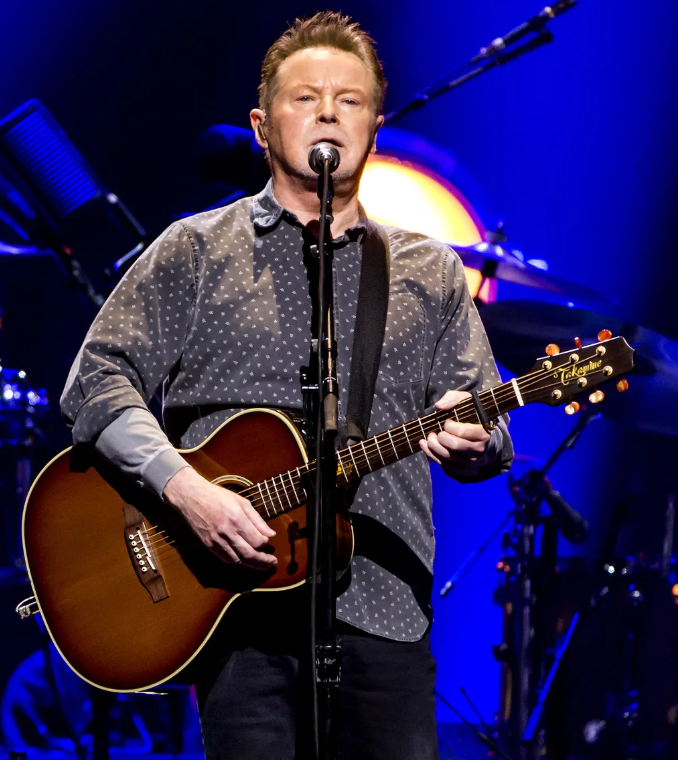
Don Henley

- 1947: Don Henley, cantautor estadounidense, de la banda Eagles.
- 1948: Alfonso Cano, guerrillero colombiano, líder de las FARC (f. 2011).
- 1948: Susan E. Hinton, escritora estadounidense.
- 1948: Heraldo Muñoz, diplomático y político chileno.
- 1948: Ana Palacio, política española.
- 1948: Otto Waalkes, actor, cantante, director y guionista alemán.
- 1949: Laureano Brizuela, cantautor argentino.
- 1949: Alan Menken, compositor estadounidense.
- 1949: Lasse Virén, atleta finlandés.
- 1951: Giovanni Battaglin, ciclista italiano.
- 1951: Oleg Gazmánov, cantante ruso.
- 1952: Françoise Bourdin, escritora francesa (f. 2022).
- 1953: José María Amorrortu, futbolista y entrenador de fútbol.
- 1954: Al Di Meola, guitarrista de jazz estadounidense.

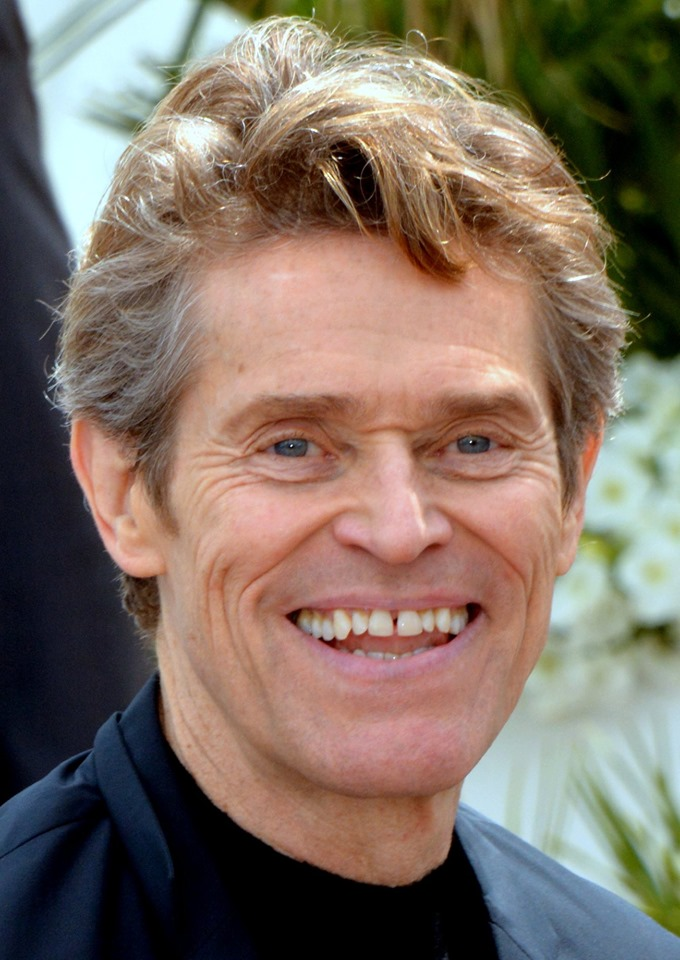
Willem Dafoe

- 1955: Willem Dafoe, actor estadounidense.
- 1955: Juanjo Puigcorbé, actor español.
- 1956: Manuel Alberto León, caricaturista e historietista mexicano (f. 2015).
- 1957: Álvaro Corcuera, sacerdote mexicano (f. 2014).
- 1960: Jon Oliva, músico estadounidense, de la banda Savatage.
- 1960: John Leguizamo, actor colombiano.
- 1960: Ágatha Ruiz de la Prada, diseñadora española.
- 1962: Ulises Butrón, músico y cantante argentino (f. 2019).
- 1962: Alvin Robertson, baloncestista estadounidense.
- 1962: Marcelo Rodríguez comentarista venezolano de lucha libre en español y actor.
- 1963: Emilio Butragueño, futbolista español.
- 1963: Rob Estes, actor y director estadounidense.
- 1963: Emily Saliers, cantante-compositora y guitarrista estadounidense, miembro de la banda Indigo Girls.
- 1964: Bonnie Langford, actriz y bailarina británica.
- 1964: David Spade, actor estadounidense.
- 1964: Adam Godley, actor británico.
- 1965: Javier Calamaro, cantante argentino.
- 1965: Robert Aderholt, político estadounidense, miembro de la Cámara de Representantes.[4]
- 1965: Marcelo Gopar, periodista, conductor de radio y televisión argentino.
- 1965: Patrick Labyorteaux, actor y guionista estadounidense.
- 1965: Shawn Michaels, luchador profesional estadounidense retirado.
- 1967: Irene Bedard, actriz estadounidense.
- 1968: Rhys Ifans, actor y cantante británico.
- 1969: Jason Becker, guitarrista y compositor estadounidense, de la banda Cacophony.
- 1969: Despina Vandi, cantante griega.
- 1971: Kristine Lilly, futbolista estadounidense.
- 1972: Colin Ferguson, actor, director y productor canadiense.
- 1973: Jaime Camil, cantante y actor mexicano.
- 1973: Jaime Cantizano, presentador de radio y televisión español.
- 1973: Daniel Jones, músico australiano, de la banda Savage Garden.
- 1973: Petey Pablo, rapero y actor estadounidense.
- 1973: Rufus Wainwright, cantautor canadiense.
- 1974: Paulo Jamelli, futbolista brasileño.
- 1974: Franka Potente, actriz alemana.
- 1975: Dolores Barreiro, modelo argentina.
- 1975: Sam Jacobson, baloncestista estadounidense.
- 1976: Diana Doll, actriz pornográfica y modelo erótica eslovaca.
- 1977: Gustavo Nery, futbolista brasileño.
- 1977: Juan Quintero, cantante, guitarrista y compositor argentino.
- 1978: A. J. Cook, actriz canadiense.
- 1978: Dennis Rommedahl, futbolista danés.
- 1979: Lucas Luhr, piloto automovilista alemán.
- 1979: Yadel Martí, beisbolista cubano.
- 1979: Antonia Santa María, actriz y presentadora chilena.
- 1980: Scott Dixon, piloto de automovilismo neozelandés.
- 1980: Juan Huerta, futbolista argentino.
- 1980: Dirk Kuyt, futbolista neerlandés.

- 1980: Kate Ryan, cantante belga.

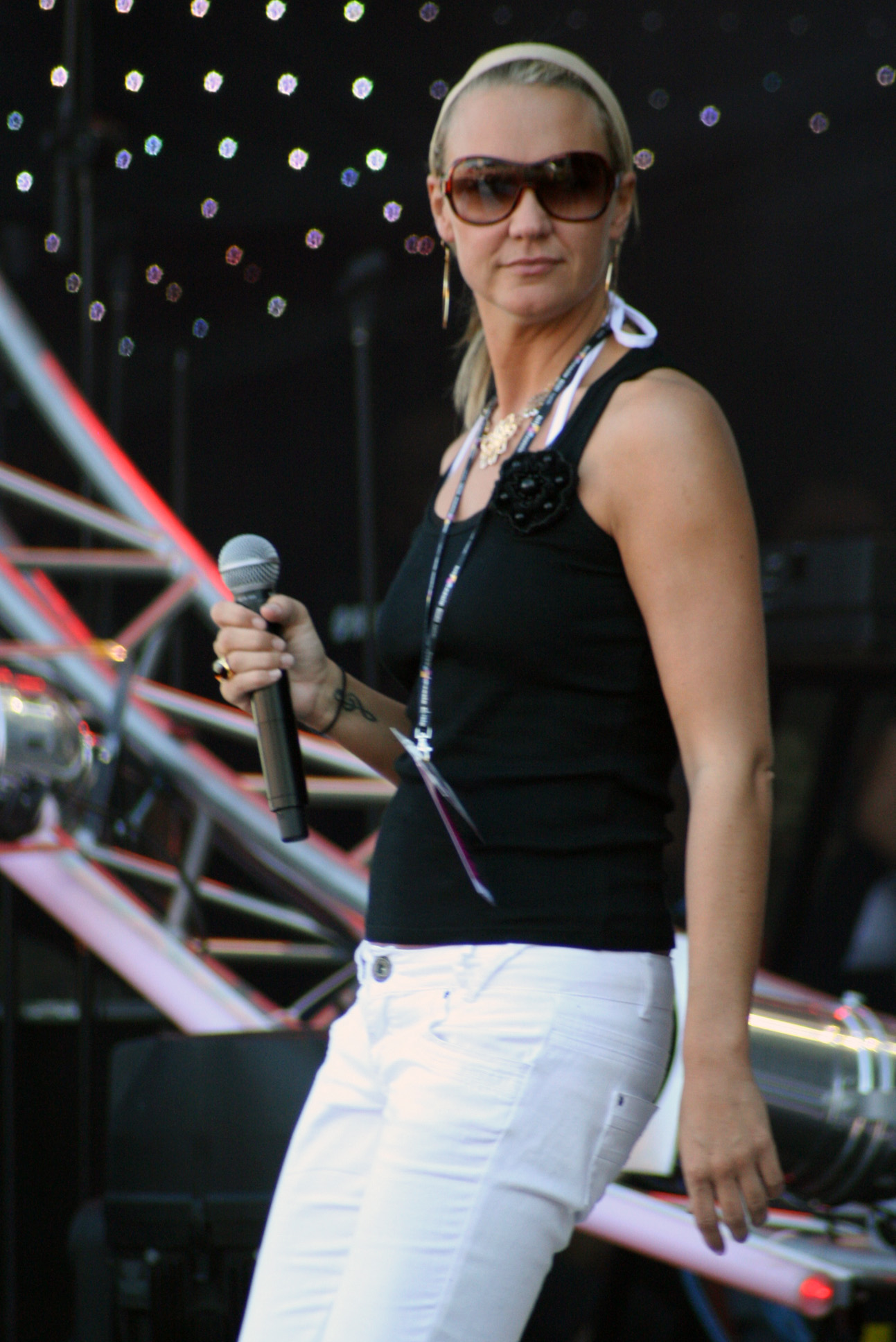
Kate Ryan

- 1980: Tablo (Lee-Sun Woong), rapero surcoreano, de la banda Epik High.
- 1982: Anna Chicherova, atleta saltadora rusa.
- 1982: Daniel Kennedy, futbolista estadounidense.
- 1983: Arsenium (Arsenie Todiraş), cantante moldavo, de la banda O-Zone.
- 1983: Aldo de Nigris, futbolista mexicano.
- 1983: Álex Gadea, actor español.
- 1983: Ander Murillo, futbolista español.
- 1983: Sharni Vinson, actriz y modelo australiana.
- 1983: Dries Devenyns, ciclista belga.
- 1984: Stewart Downing, futbolista británico.
- 1985: Ryan Dolan, cantante irlandés.
- 1985: Boukary Dramé, futbolista franco-senegalés.
- 1985: Randal Falker, baloncestista estadounidense.
- 1985: Lee Dong-hwi, actor surcoreano.
- 1985: Masahiko Sawaguchi, futbolista japonés.
- 1985: Tatsumi Iida, futbolista japonés.
- 1985: Patricio Manuel, boxeador estadounidense.
- 1985: Ben Foden. rugbista británico.
- 1986: Thiego, futbolista brasileño (f. 2016).
- 1986: Maria Viktorovna, youtuber rusa.
- 1988: Thomas Kraft, futbolista alemán.
- 1988: Silvio Romero, futbolista argentino.
- 1989: Keegan Allen, actor estadounidense.
- 1989: Leandro Damião, futbolista brasileño.
- 1989: Walter Henrique da Silva, futbolista brasileño.
- 1989: Daryl Janmaat, futbolista neerlandés.
- 1991: Ante Budimir, futbolista croata.

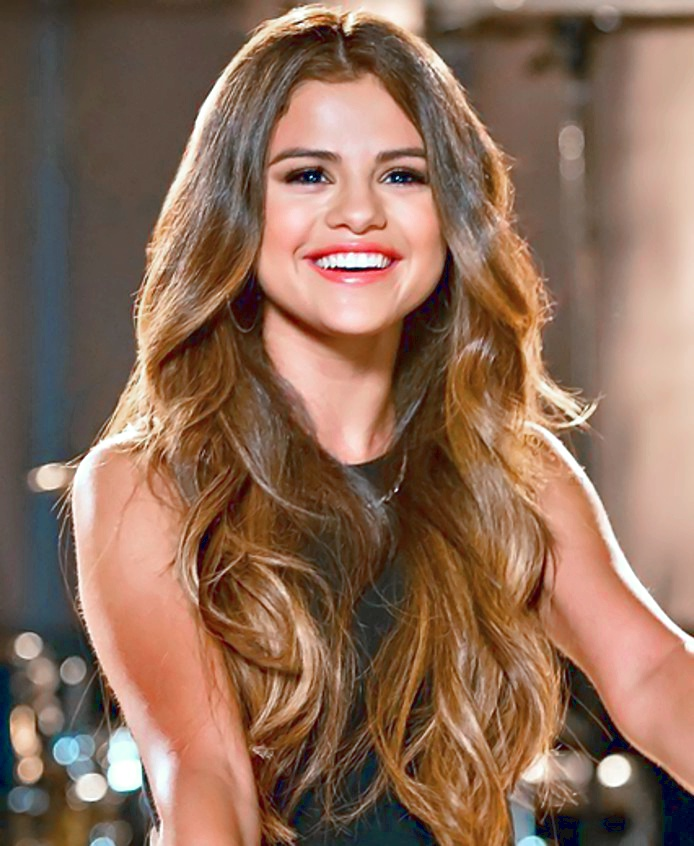
Selena Gomez

- 1992: Selena Gomez, actriz y cantante estadounidense.
- 1993: Amber Beattie, actriz británica.
- 1993: Tia-Clair Toomey, atleta de CrossFit australiana y campeona de los CrossFit Games.
- 1993: Dzhojar Tsárnayev, terrorista estadounidense.
- 1993: Yang Chaosheng, futbolista chino.
- 1993: Thembinkosi Lorch, futbolista sudafricano.
- 1994: Shane Hammink, baloncestista estadounidense-neerlandés.
- 1994: Li Wenhan, cantante y actor chino.
- 1994: Viktor Örn Margeirsson, futbolista islandés.
- 1994: Álvaro Rodríguez Pérez, futbolista español.
- 1994: Sigurd Rosted, futbolista noruego.
- 1994: Ayrton Statie, futbolista curazaleño.
- 1994: Tanner Scott, beisbolista estadounidense.
- 1994: Josaia Raisuqe, rugbista fiyiano (f. 2025).
- 1994: Manuel Battistini, futbolista sanmarinense.
- 1995: Marília Mendonça, cantante brasileña (f. 2021).
- 1995: Jonathan Scherzer, futbolista austriaco.
- 1995: Aubrey Modiba, futbolista sudafricano.
- 1996: Miguel Alves, balonmanista portugués.
- 1996: Vishal Kaith, futbolista indio.
- 1997: Franco Allain, futbolista peruano.
- 1997: Walter Bracamonte, futbolista argentino.
- 1997: Bebe Cave, actriz británica.
- 1997: María Torres García, karateca española.
- 1997: Aleks Vlah, balonmanista esloveno.
- 1998: Marc Cucurella, futbolista español.
- 1998: Mihail Caimacov, futbolista moldavo.
- 1998: José Antonio Miranda, futbolista ecuatoguineano.
- 1998: Madison Pettis, actriz estadounidense.
- 1998: Federico Valverde futbolista uruguayo.
- 1999: Letizia Paternoster, ciclista italiana.
- 1999: Misa Rodríguez, futbolista española.
- 1999: Alexis Sosa, futbolista argentino.
- 2000: Martín Lagunes, futbolista mexicano.
- 2000: Ferdinand Ludwig, remero francés.
- 2000: Toma Murata, futbolista japonés.
- 2002: Félix Christian, aristócrata danés.
- 2004: Logi Róbertsson, futbolista islandés.
- 2004: Yankuba Minteh, futbolista gambiano.
- 2010: Emmanuella Samuel, actriz nigeriana.
- 2013: Jorge de Gales, príncipe británico.

## Fallecimientos
- 1035: Roberto I, aristócrata normando (n. 1004).
- 1274: Enrique I de Navarra, rey de Navarra, conde de Champaña y Brie (n. 1244).
- 1454: Juan II, rey español (n. 1405).
- 1461: Carlos VII, rey francés (n. 1403).
- 1645: Gaspar de Guzmán y Pimentel, aristócrata español, mecenas literario y artístico (n. 1587).
- 1802: Xavier Bichat, anatomista francés (n. 1771).
- 1823: William Bartram, botánico y naturalista estadounidense (n. 1739).
- 1826: Giuseppe Piazzi, astrónomo y matemático italiano (n. 1746).
- 1832: Napoleón II, aristócrata francés, hijo de Napoleón Bonaparte (n. 1811).
- 1850: Vicente López, pintor español (n. 1772).
- 1851: Friedrich von Wieser, economista austríaco (n. 1851).
- 1869: John Augustus Roebling, ingeniero civil estadounidense de origen alemán (n. 1806).
- 1908: William Randal Cremer, pacifista británico, premio nobel de la paz en 1903 (n. 1828).
- 1913: Eduardo López Rivas, intelectual, editor y periodista venezolano (n. 1850).
- 1915: Sandford Fleming, ingeniero e inventor canadiense de origen británico (n. 1827).
- 1916: Calixto Contreras, militar y político mexicano (n. 1867).
- 1918: Manuel González Prada, escritor peruano (n. 1844).
- 1920: Francisco Domingo Marqués, pintor español (n. 1842).
- 1921: Manuel Fernández Silvestre, militar español (n. 1871).
- 1931: Jorge Tamayo Gavilán, anarquista chileno (n. 1902).
- 1932: Reginald Fessenden, inventor canadiense (n. 1866).
- 1932: Errico Malatesta, anarquista italiano (n. 1853).
- 1934: John Dillinger, ladrón estadounidense (n. 1903).
- 1941: Dmitri Pávlov, militar soviético (n. 1887)
- 1943: Aimé Octobre, escultor francés (n. 1868).
- 1946: Edward Sperling, escritor y humorista bielorruso (n. 1889).
- 1950: William Lyon Mackenzie King, político canadiense, primer ministro (n. 1874).
- 1952: Antonio María Valencia, músico y compositor colombiano (n. 1902).
- 1967: Carl Sandburg, poeta, novelista e historiador estadounidense (n. 1878).
- 1968: Giovannino Guareschi, escritor, periodista e historietista italiano (n. 1908).
- 1969: Pablo Teodoro Fels, piloto de aviones argentino, precursor y benemérito de la Aeronáutica Argentina (n. 1891).
- 1969: Leopoldo Magenti Chelvi, compositor y pianista valenciano (n. 1893).
- 1971: Emilio Tuero, actor, productor y cantante mexicano de origen español (n. 1912).
- 1972: Max Aub, escritor español (n. 1903).
- 1973: Alexandr Mosólov, compositor soviético (n. 1900).
- 1974: Claudia Lars, poetisa salvadoreña (n. 1899)
- 1979: Sándor Kocsis, futbolista húngaro (n. 1929).
- 1986: Floyd Gottfredson, historietista estadounidense (n. 1905).
- 1989: Pedro Escudero, cineasta, director teatral y guionista argentino (n. 1914).
- 1989: Martti Talvela, cantante de ópera finlandés (n. 1935).
- 1990: Manuel Puig, escritor argentino (n. 1932).
- 1993: Ivà (Ramón Tosas Fuentes), dibujante español (n. 1941).
- 1997: Vincent Hanna, periodista irlandés (n. 1939).
- 1998: Hermann Prey, barítono alemán (n. 1929).
- 1998: Antonio Saura, pintor español (n. 1930).
- 1999: Abelardo Díaz Alfaro, escritor y periodista puertorriqueño (n. 1916).
- 1999: Claudio Rodríguez, poeta español (n. 1934).
- 1999: Gar Samuelson, baterista estadounidense, de la banda Megadeth (n. 1958).
- 2000: Eladio Cabañero, poeta español (n. 1930).
- 2000: Claude Sautet, cineasta francés (n. 1924).
- 2001: María Gorojóvskaya, gimnasta soviética (n. 1921).
- 2001: Indro Montanelli, historiador y periodista italiano (n. 1909).
- 2002: Fernando Schwalb, abogado, diplomático y político peruano (n. 1916).
- 2003: Qusay Hussein, político iraquí, hijo de Sadam Huseín (n. 1966).
- 2003: Uday Hussein, político iraquí, hijo de Sadam Huseín (n. 1964).
- 2004: Sacha Distel, cantante y guitarrista francés (n. 1933).
- 2004: Illinois Jacquet, saxofonista y compositor estadounidense (n. 1922).
- 2005: Jean Charles de Menezes, electricista brasileño asesinado por Scotland Yard (n. 1978).
- 2006: José Antonio Delgado Sucre, montañista venezolano (n. 1965).
- 2007: Ulrich Mühe, actor alemán (n. 1953).
- 2007: Jean Stablinski, ciclista francés, de origen polaco (n. 1932).
- 2008: Estelle Getty, actriz estadounidense (n. 1923).
- 2009: Mark Leduc, boxeador canadiense (n. 1964).
- 2010: Kenny Guinn, educador, empresario y político estadounidense (n. 1936).
- 2011: Linda Christian, actriz mexicana (n. 1923).
- 2012: George Armitage Miller, psicólogo y académico estadounidense (n. 1920).
- 2012: Frank Pierson, director y guionista estadounidense (n. 1925).

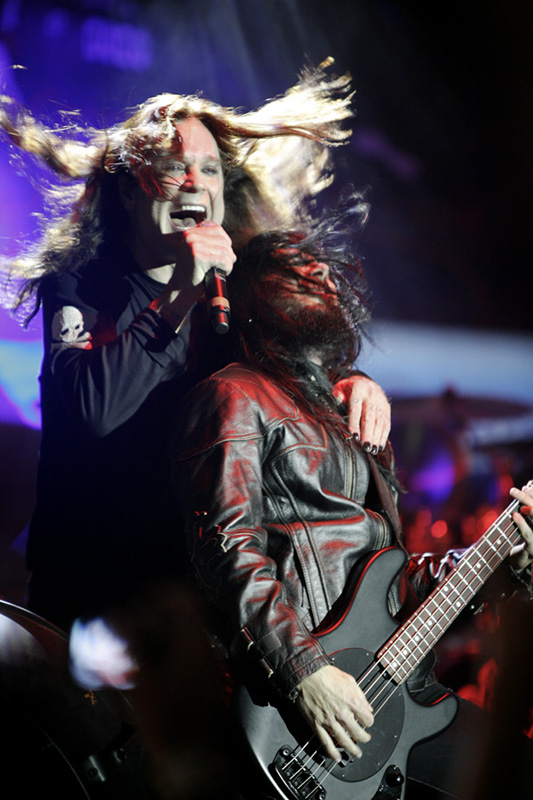
Ozzy Osbourne.

- 2013: Dennis Farina, actor estadounidense (n. 1944).
- 2013: Lawrie Reilly, futbolista británico (n. 1928).
- 2014: Nitzan Shirazi, futbolista israelí (n. 1971).
- 2018: Chiyo Miyako, supercentenaria japonesa (n. 1901).
- 2019: Christopher C. Kraft, ingeniero estadounidense (n. 1924).
- 2019: Li Peng, político chino (n. 1928).
- 2021: Palo Pandolfo, músico argentino de rock (n. 1964).
- 2023: Ernesto Mastrángelo, futbolista y director técnico argentino (n. 1948).
- 2024: John Mayall, cantante y compositor británico (n. 1933).
- 2025: Ozzy Osbourne, cantante y compositor británico (n. 1948).
- 2025: Chuck Mangione, músico y compositor estadounidense (n. 1940).

## Celebraciones
- Día Internacional del Trabajo Doméstico.[5]

- Día Mundial Contra la Minería a Cielo Abierto.[6]
Por los efectos nocivos de esta práctica altamente contaminante, que afecta la biodiversidad del planeta y la salud de las personas. La Minería a Cielo Abierto es una actividad industrial que extrae minerales de la superficie terrestre mediante la remoción de grandes cantidades de suelo y roca, a menudo utilizando químicos como cianuro, mercurio y ácido sulfúrico.

- Día de la Hamaca.[7]
(en inglés: Hammock Day).

Salud
- Día Mundial del Cerebro.
Impulsado por la Federación Mundial de Neurología (WFN).[8]Promueve de esta manera la necesidad de crear conciencia sobre su potencial, riesgos y enfermedades.

- Día Mundial del Síndrome del Cromosoma X Frágil.

Compartidas
- Unión Europea:
  - Día Europeo de Acción Contra los Crímenes de Odio.[9]
Instituido por el Consejo de Europa en 2014 a raíz de una campaña promovida por el Movimiento contra la Intolerancia. Esta fecha recuerda la masacre de Oslo y Utøya (Noruega) en 2011, donde 77 personas, en su mayoría jóvenes, fueron asesinadas por un fanático neonazi motivado por el odio racista, xenófobo y contra valores de tolerancia y diversidad. La conmemoración busca visibilizar a las víctimas de delitos de odio, promover la tolerancia y combatir la intolerancia en todas sus formas.

 Por países
(Por orden alfabético)
- Argentina: 
  -  Misiones: 
    - Aniversario de Colonia Delicia.[10]
Fundación: 22 de julio de 1959 (66 años).

- Malasia: 
  -     - Día de Sarawak (malayo: Hari Sarawak).
Conocido oficialmente como el Día de la Independencia de Sarawak (malayo: Hari Kemerdekaan Sarawak). Este estado forma parte de Malasia desde el 16 de septiembre de 1963, aunque Sarawak ganó su propia independencia antes de eso, el 22 de julio de 1963.

### Santoral católico

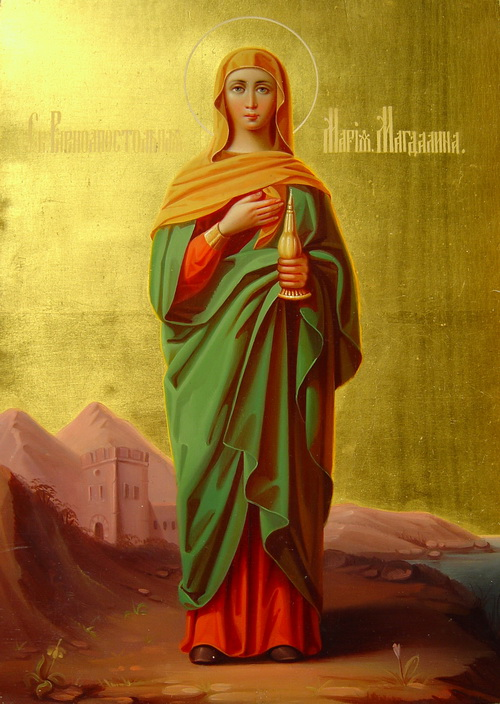
María Magdalena en un icono ruso de finales del.

Celebración del día: Santa María Magdalena.
Distinguida discípula de Jesús de Nazaret. Se unió a los apóstoles, estuvo a los pies de la Cruz y fue la primera seguidora de Cristo, en ver a Jesús resucitado. Protectora de los peluqueros. También es la santa patrona de la vida contemplativa, fabricantes de guantes, pecadores penitentes, perfumistas, farmacéuticos y mujeres en general.
- San Meneleo de Menat (s. VII).[12]
- San Platón de Ancira (s. IV).[12]
- San Vandregisilo de Fontenelle.[12]
- Beato Agustín Fangi (s. XV).[12]
- San Cirilo de Antioquía (s. IV).[12]
- San Anastasio de Suania (s. VII).[12]
- San Jerónimo de Pavía (s. VIII).[12]
- San Gualterio de Lodi (s. XIII).[12]
- Beato Jacobo Lombardie (s. XVIII).[12]